# Rover 200 / 25
Rover 200 / 25 — серия компактных автомобилей, выпускавшихся с 1984 по 2005 год британской компанией Rover.

## Rover 200 (SD3; 1984—1989)
Rover 200, запущенный в производство 19 июня 1984 года, являлся преемником Triumph Acclaim и вторым продуктом альянса между British Leyland (BL) и Honda. По сути, автомобили Rover 200 (SD3) являлись клонами автомобилей Honda Ballade, оригинальный дизайн был совместно разработан обеими компаниями. Автомобили приводились в движение 1,3-литровым 12-клапанным двигателем Honda EV2 мощностью 52 кВт (70 л. с.) или же 1,6-литровым двигателем собственного производства British Leyland S. Мощность карбюраторного двигателя составляет 63 кВт (85 л. с.), а инжекторного — 76 кВт (102 л. с.). Индексы моделей: Rover 213 и Rover 216.

В модели Rover 213 применялась пятиступенчатая механическая или же трёхступенчатая автоматическая трансмиссия, в то время как в модели Rover 216 применялась пятиступенчатая механическая или же четырёхступенчатая автоматическая трансмиссия.
- Вид спереди
- Вид сзади
- Вид сбоку

## Rover 200 (R8; 1989—1995)
R8 Rover 200, иногда называемый Mk 2 Rover 200, был запущен в производство 11 октября 1989 года. Как и Honda Concerto, R8 Rover 200 выпускался на базе Civic (EC). В то же время R8 Rover 200 стал первой моделью, выпускавшейся частной компанией Rover Group.

Во втором поколении R200 применялись двигатели Rover K объёмом 1,4 л (1396 см3) с двумя кулачками и 16 клапанами, Honda D16A6 SOHC/D16A8 DOHC объёмом 1,6 л или же двигателями Rover T и Rover M объёмом 2,0 л. В декабре 1990 года в моторную гамму был добавлен двигатель 214S, однако в течение двух лет он был снят с производства из-за требований ЕЭС по выбросам. Также в автомобилях применялись 1,9-литровый двигатель XUD9 или 1,8-литровый двигатель XUD7T с турбонаддувом.
- Rover 214
- Вид сзади
- Rover 216 GSi (Великобритания)
- Rover 216 GSi (Нидерланды)
- Rover 200 Coupé

## Rover 200 (R3; 1995—1999)
Автомобили Rover 200 под кодовым названием R3 выпускались в кузовах трёх- или пятидверный хетчбэк. В автомобилях применялись бензиновые двигатели серии K объёмом 1,1—1,8 л, мощностью 44—88 кВт (59—118 л. с.), или же 2,0-литровые дизельные двигатели серии L. Во всех моделях применялась механическая трансмиссия, а в варианте 1.6i 16v — бесступенчатая трансмиссия.
- Rover 214
- Вид сзади
- Пятидверный хетчбэк
- 1999 Rover 200 BRM
- Вид сзади
- Интерьер

## Rover 25 (1999—2005)
Автомобили Rover 25 (кодовое название Jewel) были запущены в производство в конце 1999 года. Они оснащались теми же двигателями, что и предыдущее поколение. В 2004 году автомобили прошли фейслифтинг.
- 2003 Rover 25 Sprit S 1.4
- Вид сзади
- Пятидверный хетчбэк
- Rover Commerce
- Фейслифтинг передней части
- Фейслифтинг задней части

## Технические характеристики
| Годы производства    | Модель & трансмиссия         | Двигатель            | Мощность             | Крутящий момент      | Максимальная скорость | 0—62 миль/ч 0—100 км/ч | Экономия топлива | Выбросы (CO2) |
| Бензиновые двигатели | Бензиновые двигатели         | Бензиновые двигатели | Бензиновые двигатели | Бензиновые двигатели | Бензиновые двигатели  | Бензиновые двигатели   | Экономия топлива | Выбросы (CO2) |
| -------------------- | ---------------------------- | -------------------- | -------------------- | -------------------- | --------------------- | ---------------------- | ---------------- | ------------- |
| 1998—2001            | 1.1, 8 клапанов, МКПП        | 1.1 л, I4            | 44 кВт (59 л. с.)    | 90 Н⋅м               | 155 км/ч (96 миль/ч)  | 14.5 сек.              | 6,73 л/100 км    | 165 г/км      |
| 2001—2005            | 1.1, 16 клапанов, МКПП       | 1.1 л, I4            | 55 кВт (74 л. с.)    | 95 Н⋅м               | 161 км/ч (100 миля/ч) | 13.5 сек.              | 6,84 л/100 км    | 160 г/км      |
| 1995—1999            | 1.4, 8 клапанов, МКПП        | 1.4 л, I4            | 54 кВт (73 л. с.)    | 117 Н⋅м              | 166 км/ч (103 миль/ч) | 12.5 сек.              | 6,89 л/100 км    | 170 г/км      |
| 1999—2005            | 1.4, 16 клапанов, 84 МКПП    | 1.4 л, I4            | 62 кВт (83 л. с.)    | 110 Н⋅м              | 169 км/ч (105 миль/ч) | 11.8 сек.              | 6,84 л/100 км    | 164 г/км      |
| 1996—1999            | 1.4, 16 клапанов, 103, МКПП  | 1.4 л, I4            | 76 кВт (102 л. с.)   | 127 Н⋅м              | 185 км/ч (115 миль/ч) | 10.0 сек.              | 7,24 л/100 км    | 173 г/км      |
| 1999—2005            | 1.4, 16 клапанов, 103, МКПП  | 1.4 л, I4            | 76 кВт (102 л. с.)   | 123 Н⋅м              | 180 км/ч (112 миль/ч) | 10.2 сек.              | 6,84 л/100 км    | 164 г/км      |
| 1995—1999            | 1.6, 16 клапанов, МКПП       | 1.6 л, I4            | 82 кВт (109 л. с.)   | 145 Н⋅м              | 190 км/ч (118 миль/ч) | 9.3 сек.               | 7,24 л/100 км    | 176 г/км      |
| 1999—2005            | 1.6, 16 клапанов, МКПП       | 1.6 л, I4            | 81 кВт (108 л. с.)   | 138 Н⋅м              | 185 км/ч (115 миль/ч) | 9.5 сек.               | 6,84 л/100 км    | 164 г/км      |
| 2001—2005            | 1.6, 16 клапанов, Steptronic | 1.6 л, I4            | 81 кВт (108 л. с.)   | 138 Н⋅м              | 177 км/ч (110 миль/ч) | 10.3 сек.              | 7,7 л/100 км     | 184 г/км      |
| 1997—1999            | 1.8, 16 клапанов, МКПП       | 1.8 л, I4            | 88 кВт (118 л. с.)   | 165 Н⋅м              | 195 км/ч (121 миль/ч) | 8.6 сек.               | 7,38 л/100 км    | 179 г/км      |
| 1999—2002            | 1.8, 16 клапанов, Steptronic | 1.8 л, I4            | 86 кВт (115 л. с.)   | 160 Н⋅м              | 185 км/ч (115 миль/ч) | 9.5 сек.               | 8,1 л/100 км     | 194 г/км      |
| 1997—2002            | 1.8, 16 клапанов, VVC, МКПП  | 1.8 л, I4            | 107 кВт (143 л. с.)  | 174 Н⋅м              | 204 км/ч (127 мили/ч) | 7.5 сек.               | 7,47 л/100 км    | 178 г/км      |
| Дизельные двигатели  |                              |                      |                      |                      |                       |                        |                  |               |
| 1995—1999            | 2.0, TD, 86, МКПП            | 2.0 л, I4            | 63 кВт (85 л. с.)    | 170 Н⋅м              | 169 км/ч (105 миль/ч) | 12.0 сек.              | 5,71 л/100 км    | 166 г/км      |
| 1995—1999            | 2.0, TD, 105, МКПП           | 2.0 л, I4            | 77 кВт (104 л. с.)   | 210 Н⋅м              | 185 км/ч (115 миль/ч) | 9.7 сек.               | 5,64 л/100 км    | 166 г/км      |
| 1999—2005            | 2.0, TD, 101, МКПП           | 2.0 л, I4            | 74 кВт (100 л. с.)   | 240 Н⋅м              | 182 км/ч (113 мили/ч) | 9.9 сек.               | 5,10 л/100 км    | 150 г/км      |
| 2002—2004            | 2.0, TD, 113, МКПП           | 2.0 л, I4            | 83 кВт (111 л. с.)   | 240 Н⋅м              | 185 км/ч (115 миль/ч) | 9.1 сек.               | 5,49 л/100 км    | 150 г/км      |